# Ora media di Greenwich

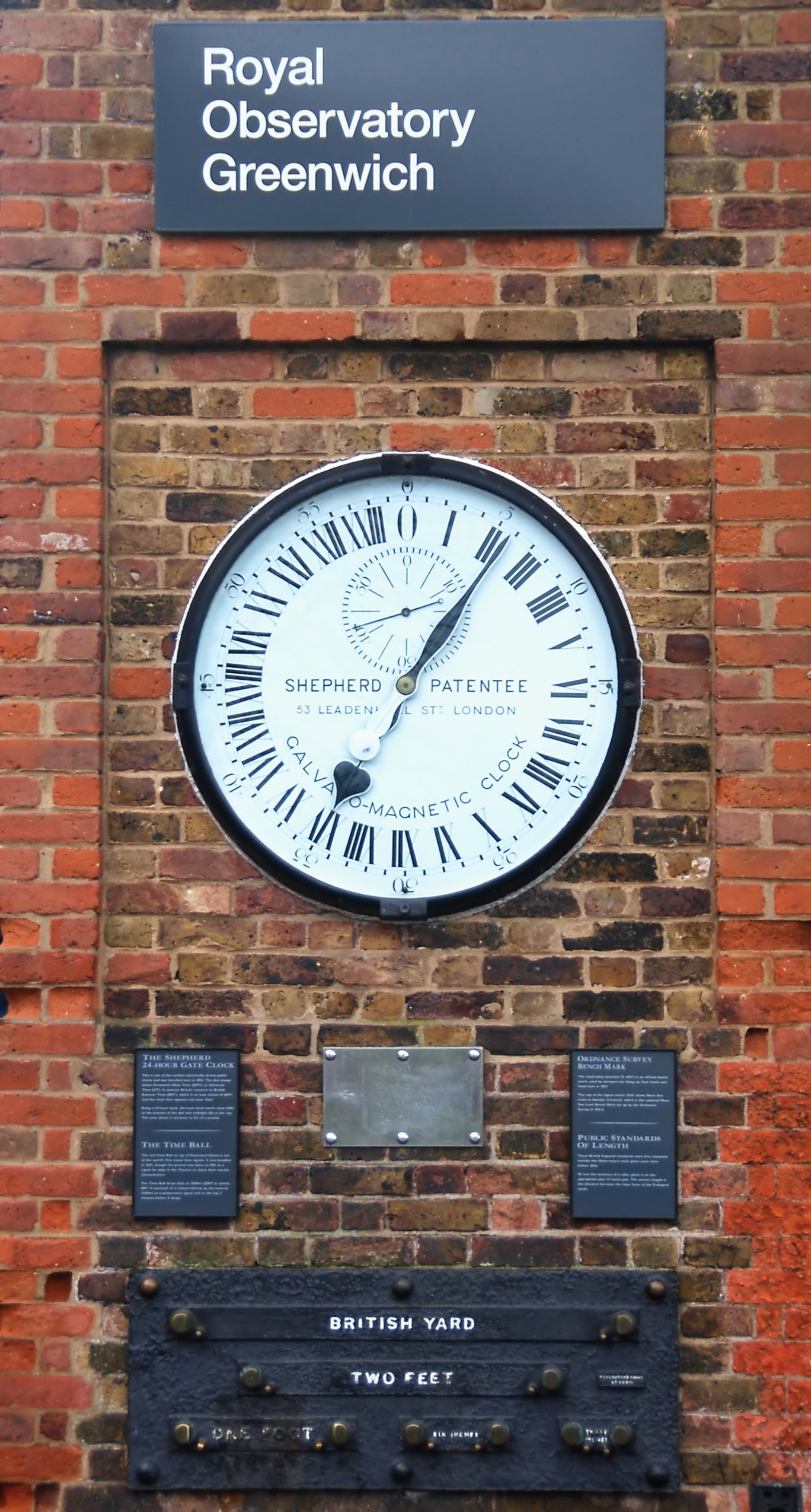
Orologio presso l'Osservatorio reale di Greenwich

L'ora media di Greenwich (dall'inglese Greenwich Mean Time, abbreviato in GMT) è la sigla che identifica il fuso orario di riferimento della Terra. Dal 1º gennaio 1972 si utilizza il Tempo coordinato universale (UTC). 
Il nome fa riferimento alla città di Greenwich, un sobborgo di Londra (Regno Unito), dove ha origine, per convenzione internazionale, il meridiano di Greenwich (detto anche meridiano fondamentale) avente longitudine pari a 0°. Tutti gli altri fusi orari del pianeta sono definiti relativamente al tempo GMT, con un numero intero positivo per un fuso orario in anticipo rispetto all'orario GMT e con un numero intero negativo per un fuso orario in ritardo rispetto all'orario GMT. In realtà, a causa della non perfetta corrispondenza tra le fasce individuate dai meridiani e i confini degli stati, esistono fusi orari che hanno un valore numerico che include anche le mezz'ore e i quarti d'ora (ad esempio il Nepal ha un fuso orario di +5:45 GMT, ossia quando in orario GMT sono le 12:00 in Nepal sono le 17:45).

## Ora Zulu
Si usa l'espressione "Zulu" in quanto tale fuso orario è denominato in ambito militare con la lettera Z e tale lettera nell'alfabeto fonetico NATO è appunto detta "Zulu".
L'espressione "ora Zulu" (Zulu Time o Zulu Hour) è utilizzata per definire l'orario GMT soprattutto in ambito militare; ciò è dovuto al fatto che molte marine militari del mondo, inclusa quella degli Stati Uniti, utilizzano per convenzione l'orario GMT quando sono in navigazione. Anche l'aviazione, sia civile sia militare, utilizza sempre orario zulu.
L'orario in Italia è pari a UTC+1 (ora solare, autunno/inverno) oppure UTC+2 (ora legale, primavera/estate).

## Esempio
Se a Roma sono le 21:00 (GMT+1), in orario GMT saranno le 20:00 (GMT+0), a New York le 15:00 (GMT-5) e a Los Angeles le 12:00 (GMT-8).
Riassumendo:
Berna o Roma (CET): 21:00 (GMT+1 quando viene adottata l'ora invernale ossia «ora solare»; l'ora solare è quella “naturale”) (oppure 22:00, cioè GMT+2, quando viene adottata l'ora estiva ossia «ora legale»)
Greenwich (GMT): 20:00 (GMT+0)
Londra (GMT): 20:00 (GMT+0) (oppure 21:00, cioè GMT+1, quando viene adottata l'ora legale)
New York (EST): 15:00 (GMT-5.00)
Los Angeles (PST): 12:00 (GMT-8.00)

## Altri fusi orari
| Azzurro | Western European Time (UTC+0)                                      |
| Blu     | Western European Time (UTC+0) Western European Summer Time (UTC+1) |
| Rosso   | Central European Time (UTC+1) Central European Summer Time (UTC+2) |
| Giallo  | Ora di Kaliningrad (UTC+2).                                        |
| Ocra    | Eastern European Time (UTC+2) Eastern European Summer Time (UTC+3) |
| Verde   | Ora di Mosca (UTC+3)                                               |

- PST (Pacific Standard Time, ora standard della costa del Pacifico degli Stati Uniti, pari a GMT-8)
- MST (Mountain Standard Time, ora standard sulle Montagne Rocciose negli Stati Uniti, pari a GMT-7)
- CST (Central Standard Time, ora standard della "zona centrale" degli Stati Uniti, pari a GMT-6)
- EST (Ora standard orientale, orario orientale degli Stati Uniti, pari a GMT-5)
- EDT (Eastern Daylight Time, ora legale orientale degli Stati Uniti, pari a GMT-4 o EST+1)
- CET (Central European Time, ora standard della "zona centrale" dell'Europa, pari a GMT+1)